# Малий Стидин
Ма́лий Стидин — село в Україні, у Рівненському районі Рівненської області. Населення становить 600 осіб.

## Географія
Селом протікає річка Мельниця.

## Історія
У 1906 році село Стидинської волості Рівненського повіту Волинської губернії. Відстань від повітового міста 58 верст, від волості 3. Дворів 83, мешканців 567.
20 жовтня 1921 р. в лісах біля Малого Стидина розташувалася Волинська група (командувач — Юрій Тютюнник) Армії Української Народної Республіки, яка невдовзі мала вирушити у Листопадовий рейд.

## Пам'ятки
В урочищі Гутвин поблизу села Малий Стидин — на місці постою першого штабу УПА-Північ, знаходиться символічний курган, зверху якого розміщена гранітна конструкція в середині якої знаходиться тризуб. До кургану ведуть східці по середині яких пам'ятна плита з написом: «На цьому місці у 1942—1943 рр. був розташований постій Головного Командування Української Повстанської Армії».